# Bashkia e Shijakut
Bashkia e Shijakut är en kommun i Albanien.   Den ligger i prefekturen Qarku i Durrësit, i den centrala delen av landet, 21 kilometer väster om huvudstaden Tirana.
```
Runt Bashkia e Shijakut är det tätbefolkat, med 
570
 invånare per kvadratkilometer.
[
2
]
```